# 200578 Yungchuen
200578 Yungchuen è un asteroide della fascia principale. Scoperto nel 2001, presenta un'orbita caratterizzata da un semiasse maggiore pari a 2,2667266 UA e da un'eccentricità di 0,2369483, inclinata di 6,39833° rispetto all'eclittica.